# 間坪駅
間坪駅（カンピョンえき、朝鮮語: 간평역）は、朝鮮民主主義人民共和国咸鏡北道会寧市にある、朝鮮民主主義人民共和国鉄道省咸北線の鉄道駅である。

## 歴史
- 1920年1月5日：開業[1]。

## 隣の駅
朝鮮民主主義人民共和国鉄道省
咸北線
新田駅 - 間坪駅 - 三峰駅